# クラテルナエ

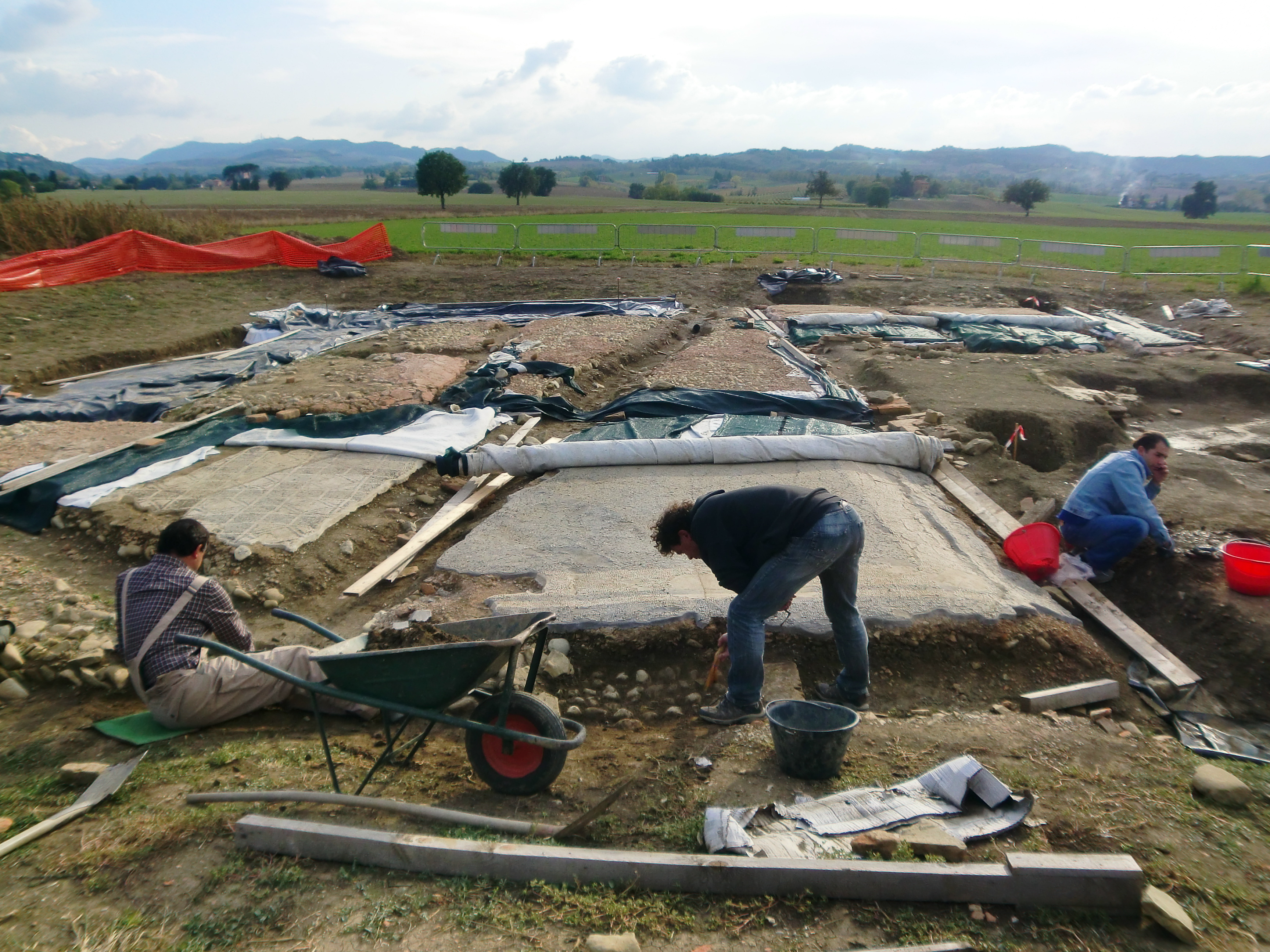
クラテルナエのヴィラ跡で発掘されたモザイク床

クラテルナエあるいはクラテルナ (ラテン語: Claternae, Claterna)は、古代ローマの都市。エミリア街道沿いに存在し、コロニアのボノニア（現ボローニャ）とフォルム・コルネリイ（現イーモラ）の間にあったとされている。エミリア街道沿いの他の多くの都市と同じく、この都市の位置は軍団が一日ごとに進軍できる間隔で配置されており、クラテルナエも大都市間の旅行者が立ち寄る宿場町として発展したと考えられている。

## 歴史
ローマ人によるガリア・キサルピナ植民と、おそらくそれまでに存在した道を基礎としたエミリア街道の建設が始まると、初期のうちからクラテルナエはエミリア街道と他の街道、おそらくアペニン山脈を越えてアレッツォに至っていた小フラミニア街道との連絡点として建設された。
紀元前2世紀前半、公式記録上は紀元前187年に誕生したこの都市は、当時としては中規模な都市であった。4世紀に西ローマ帝国が滅亡して間もなく、クラテルナエも消滅した。

## 司教区
ランツォーニによれば、クラテルナエは周辺地域の同様の都市と同じように教区が設置され、コンスタンティウスという名の司教がいた。彼は管区大司教聖アンブロシウスから、近隣の司教不在のフォルム・コルネリイ教区を頻繁に訪れるよう命じられていたという。現在クラテルナエに常駐司教はいないが、今でもカトリック教会の名目上の教区の中にはクラテルナエが名を連ねている。

## 現在
現在のオッツァーノ・デッレミーリアのコムーネにあるマッジョ村の近くにクラテルナエの遺跡が残っている。近くを流れる小川であるクアデルナ川（Quaderna）の名は、クラテルナエに由来している。エミリア街道の南側で、ドムスやモザイク舗装が発掘されており、反対側には職人の住居が復元展示されている。その他にも多くの遺物が見つかっており、詳しい調査が待たれている。